# Eduard Killias
Eduard Killias ( 1829 – 1891), fue un entomólogo y naturalista suizo.

## Honores

### Epónimos
Especies
- (Asteraceae) Carduus × killiasii Brügger[1]
- (Asteraceae) Cirsium killiasii Brügger[2]

(Asteraceae) Hieracium killiasii Zahn
- (Brassicaceae) Cardamine killiasii Brügger[4]
- (Brassicaceae) Dentaria × killiasii Brügger[5]

## Algunas publicaciones
- 1891. Eduard Killias: Nachruf. Verhandl. des Bot. Vereins der Prov. Brandenburg. 3.ª edición, ed. Bosworth. 71 pp.

### Libros
- Eduard Killias, Adolf von Planta-Reichenau. 1867. Die Mineralquelle von Rothenbrunnen: eine balneologische Skizze. Ed. Pradella. 48 pp.
- Eduard Killias, N. B. Whitby. 1871. Tarasp and its mineral waters: from the French of Dr. Killias. With topographical, climatic, and piscatorial notes, mountain ascents, excursions, skeleton tours, etc.
- 1888. Flora des Unterengadins mit besonderer Berücksichtigung der speciellen Standorter und der all gemmeinen Vegetationsverhältnisse. 266 pp.
- Eduard Killias, Jacob L. Caflisch. 1894. Coleopteren. Beiträge zu einem Verzeichnisse der Insectenfauna Graubündens. 275 pp.
- 2010. Die Flora Des Unterengadins, Mit Besonderer Bercksichtigung Der Speciellen. Reeditó BiblioLife. 356 pp. ISBN 1140491628
- La abreviatura «Killias» se emplea para indicar a Eduard Killias como autoridad en la descripción y clasificación científica de los vegetales.[6]

- Anexo:Micólogos
- Anexo:naturalistas y epónimos